# Hildebrandtia obcordata
Hildebrandtia obcordata är en vindeväxtart som beskrevs av Spencer Le Marchant Moore. Hildebrandtia obcordata ingår i släktet Hildebrandtia och familjen vindeväxter. Utöver nominatformen finns också underarten H. o. puberula.